# Kościół Matki Bożej Częstochowskiej w Tereszpolu
Kościół Matki Bożej Częstochowskiej – rzymskokatolicki kościół w Tereszpolu, pierwotnie cerkiew unicka, a następnie prawosławna.

## Architektura
Kościół w Tereszpolu jest budowlą murowaną, z cegły i kamienia, trójnawową, z jedną wieżą. Dzwonnica świątyni jest budowlą wolno stojącą.

## Historia

### Okres unicki
Parafia unicka powstała w Tereszpolu w XVII w. Uposażyła ją rodzina Zamoyskich. Pierwsza cerkiew parafialna nosiła wezwanie Opieki Matki Bożej, była to budowla drewniana. W 1851, dzięki wsparciu Ordynacji Zamojskiej i ze składek miejscowych parafian wzniesiono nową świątynię. Działała do likwidacji unickiej diecezji chełmskiej, kiedy została przymusowo przemianowana na parafię prawosławną. Cerkiew w Tereszpolu działała do 1915, gdy prawosławni udali się na bieżeństwo. 

### Okres katolicki
Po odzyskaniu niepodległości przez Polskę świątynia została zrewindykowana na rzecz Kościoła katolickiego. Po rekoncyliacji kościołowi nadano wezwanie Matki Bożej Częstochowskiej. W momencie przejęcia świątyni przez katolików w Tereszpolu byli oni w zdecydowanej mniejszości.
Starania katolików na rzecz przejęcia obiektu poparła Ordynacja Zamojska, która deklarowała wspieranie materialne przyszłej parafii łacińskiej. Ceremonia rekoncyliacji miała miejsce 11 sierpnia 1918, dwanaście dni po wydaniu stosownej zgody przez władze państwowe. Część wyposażenia świątyni (korony ślubne, szaty, lampki przed ikonami, anałoje) zostało zabezpieczonych w siedzibie władz gminnych.
Po II wojnie światowej, w latach 1952-1957 obiekt został rozbudowany i przebudowany pod kierunkiem inż. Adama Klimka.

## Otoczenie
Obok świątyni znajduje się zabytkowy cmentarz grzebalny.